# Ruuth i Finland
Ruuth i Finland är en adelsätt från Borgå vars äldsta stamfader var borgaren Jöns Jute som levde under början av 1500-talet. Släktens förmenta samband med den danska adliga ätten Rud har icke kunnat bevisas och anses inte troligt, trots att det av stamfadern begagnade släktnamnet Jute synes häntyda på dansk härstamning och ätternas vapen uppvisar likheter. Ätten tros heller inte ha något samband med den svenska ätten Ruuth i Västergötland.
Vapen: två halva blå rutor och en hel röd ruta på gyllene sköld

## Historia
Jöns Jutes son Peder var godsägare och adlades 1559 på namnet Ruuth. Litteraturuppgiften att Per Jönsson skulle ha följt Gustav Eriksson (Vasa) från Lübeck till Sverige 1520 har kunnat beläggas först i en likpredikan 1679 över hans sonsons dotter Beata Ruuth och förefaller dubiös eftersom hans far Jöns jute redan dessförinnan var borgare i Borgå. Per Jönssons dotter Märta Persdotter var gift med borgmästaren i Helsingfors Lars Michelsson, vilkas söner tog namn efter sin mödernesläkts vapen. 
Medlemmar av ätten, vilka gått i borgerligt stånd och trätt i ofrälse giften samt på den grund förlorat adelskapet, blev åter adlade och introducerade under särskilda nummer, som adliga ätten Ruuth nr 690 (utdöd 1808-10-05), och adliga ätten Ruuth nr 1069 (avförd såsom utdöd), samt Barthold Ruuth (1626-1707) och Jakob Ruuth (1654-1728) vilka introducerades på nummer 125. Man antar att den senares gren är utdöd sedan 1800-talet. Från den förre härstammar Eric Ruuth som jämte sin broder upphöjdes till friherre 1777 på nummer 296, och själv till greve 1792 på nummer 108. Den friherreliga och grevliga grenen slocknade på svärdssidan med generallotsdirektören Magnus Daniel Ruuth (1835-1903).